# Fufici
Fufici, en llatí Fufitius, fou un arquitecte romà i escriptor sobre arquitectura, el primer romà que va escriure sobre aquest tema. L'esmenta Vitruvi (De Architectura VII, praef. 14), però el seu nom exacte presenta alguns dubtes.